# Албиън (Вашингтон)
Вижте пояснителната страница за други значения на Албиън.
Албиън (на английски: Albion) е град в окръг Уитман, щата Вашингтон, САЩ. Албиън е с население от 616 жители (2000) и обща площ от 1 km². Намира се на 685 m надморска височина. ЗИП кодът му е 99102, а телефонният му код е 509.